# Notholaena aliena
Notholaena aliena är en kantbräkenväxtart som beskrevs av William Ralph Maxon. Notholaena aliena ingår i släktet Notholaena och familjen Pteridaceae. Inga underarter finns listade.